# Park Narodowy Sapo
Park Narodowy Sapo – park narodowy w hrabstwie Sinoe w Liberii. Jest największym w kraju chronionym obszarem lasów deszczowych i jedynym o statusie parku narodowego. Obejmuje drugi co do wielkości obszar wilgotnego lasu równikowego w Afryce Zachodniej po Parku Narodowym Taï w Wybrzeżu Kości Słoniowej. Zajmuje powierzchnię 1804 km² i jest położony w południowo-wschodniej części kraju.

## Historia
W 1976 powołano do życia Liberyjską Jednostkę Rozwoju Leśnictwa (LFDA) do zarządzania i zachowania państwowymi zasobami leśnymi. Rok później, w 1977, został stworzony Wydział Przyrody i Parków Narodowych pod przewodnictwem Alexandra Peala, który kierował nim do 1990. Do 1982 zaproponowano stworzenie siedmiu obszarów chronionych, w tym trzech parków narodowych. Spośród nich oficjalnie powstał jedynie Park Narodowy Sapo w 1983 przez będącą wówczas u władzy Radę Odkupienia Ludu. Jego początkowa powierzchnia wynosiła 1308 km² na wschód od rzeki Sinoe i południe od gór Putu.
Wybuch wojny domowej w Liberii w 1989 przyczynił się do braku kontroli nad terenem parku. Pojawiały się liczne oskarżenia względem grup rebelianckich o grabieżcze wykorzystywanie tych terenów dla pozyskania drewna oraz wydobycia diamentów w celu uzyskania zysków na dalsze działania zbrojne. Charles Taylor był głównym z liderów rebeliantów oskarżanych poza zbrodniami przeciwko ludzkości także o niszczenie cennego ekosystemu parku narodowego Sapo.

## Bioróżnorodność

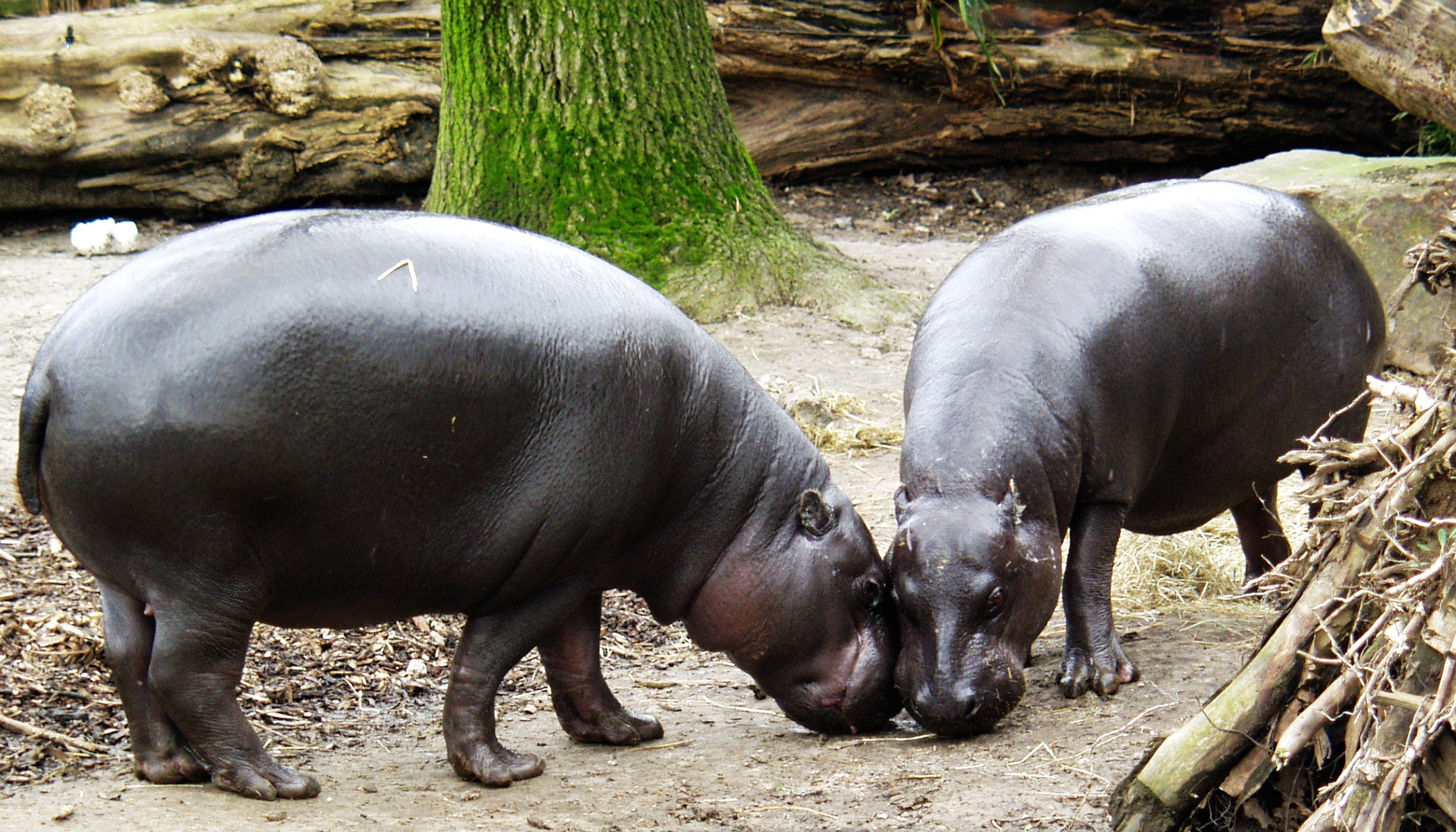
Park ma największą w Liberii populację zagrożonego hipopotama karłowatego

### Fauna
Park Narodowy Sapo jest określany „regionalnym centrum endemizmu” z około 125 gatunkami ssaków i 590 ptaków, z których wiele jest zagrożonych tj. kot złoty, dryl, sępowronka żółtogardła. Park jest także siedliskiem dla cywety afrykańskiej, bielika afrykańskiego, żako, świni leśnej, kanczyla afrykańskiego czy też wydry plamoszyjej.